# Fritz Schmidt-Hoensdorf
Fritz Schmidt-Hoensdorf (* 24. Juni 1889 in Jersleben; † 27. Mai 1967 in Berlin; wirklicher Name: Friedrich Heinrich Johannes Schmidt) war ein deutscher Veterinärmediziner, Hochschullehrer und Zoodirektor.

## Leben
Friedrich Heinrich Johannes, genannt Fritz, Schmidt kam am 24. Juni 1889 als Sohn eines Bäckers in Jersleben bei Wolmirstedt zur Welt. 1896 zog er mit seinen Eltern nach Hoensdorf in Westpreußen auf einen Bauernhof. In Kulm an der Weichsel absolvierte er die Realschule. An der Oberrealschule in Graudenz erlangte er am 17. September 1909 das Abitur. Nach dem Militärdienst als Einjährig-Freiwilliger widmete er sich dem Studium der Veterinärmedizin an der Tierärztlichen Hochschule Berlin. In dieser Zeit wurde er Mitglied der Studentenverbindung Landsmannschaft Arminia (heute: Landsmannschaft Thuringia). Am 21. August 1914 erhielt er die Approbation als Tierarzt. Am Ersten Weltkrieg nahm er im Veterinärdienst teil und blieb noch bis zum 25. März 1920 bei den Baltikumtruppen stationiert (siehe auch Baltikumer). Nach Zwischentätigkeit als praktischer Tierarzt auf dem Hof seiner Eltern ging er am 11. September 1920 als Assistent an die Veterinäranstalt der Universität Jena, wechselte aber am 15. März 1921 zum Heeres-Veterinär-Untersuchungsamt, um schließlich am 27. Juli 1921 an der Tierärztlichen Hochschule Berlin zu promovieren. Bis 30. November 1921 arbeitete er als Tierarzt für die Berliner Schutzpolizei.
Im Herbst 1921 erhielt Schmidt-Hoensdorf einen Ruf als Bakteriologe an die Technische Universität von Porto Alegre in Brasilien, dem er für drei Jahre folgte. 1928 wurde Schmidt-Hoensdorf in Halle (Saale) habilitiert. Ein Jahr später ist er Direktor des Zoologischen Gartens Halle geworden, und 1934 wurde er dort zum Extraordinarius berufen. Im Zweiten Weltkrieg war Schmidt-Hoensdorf unter anderem leitender Veterinäroffizier in Nordafrika. Nach 1945 hatte er zunächst ein medizinisch-diagnostisches Laboratorium inne. 1951 erhielt er einen Lehrauftrag für Parasitologie an der FU Berlin. Seit 1960 war er Professor und Direktor des Instituts für Veterinär-Parasitologie.
Schmidt-Hoensdorf war Mitglied der Deutschen Gesellschaft für Säugetierkunde und der Gesellschaft Naturforschender Freunde zu Berlin. Seit 1932 war er Mitglied der Leopoldina. Die Mitteilungen aus dem Zoologischen Garten Halle gab Schmidt-Hoensdorf von 1929 bis 1941 heraus. Von 1954 bis zu seinem Tode gehörte er dem Aufsichtsrat des Zoologischen Gartens Berlin an und war in dieser Funktion für die Entlassung der verdienten Zoodirektorin Katharina Heinroth mit verantwortlich. Schmidt-Hoensdorf war am 1. Mai 1933 in die NSDAP eingetreten (Mitgliedsnummer 3.492.039) und ab November 1933 Veterinär im SS-Reitersturm. Er war außerdem Mitglied des Nationalsozialistischen Deutschen Dozentenbundes.